# Papiro 24
Il Papiro 24 ({\displaystyle {\mathfrak {p}}}24) è un antico manoscritto papiraceo, datato paleograficamente al IV secolo,  e contenente un frammento del testo dell'Apocalisse di Giovanni in lingua greca.

## Descrizione
Il folio originale era molto grande, circa 19 per 28 centimetri.
Si tratta del manoscritto più antico contenente il testo dei capitoli 5 e 6 dell'Apocalisse di Giovanni. Usa la lettera 'Ζ' per επτα («sette»).
Il testo greco di questo manoscritto è un rappresentante del tipo testuale alessandrino (o piuttosto proto-alessandrino); Kurt Aland lo collocò nella Categoria I. Il manoscritto è testualmente simile a {\displaystyle {\mathfrak {p}}}18, {\displaystyle {\mathfrak {p}}}47 e Codex Sinaiticus, ma il frammento conservatosi è troppo piccolo per determinarne le affinità testuali globali.
È attualmente conservato alla Franklin Trask Library Andover Newton Theological School (OP 1230) a Newton (Massachusetts).